# Sage IV
O Sage IV, da SAGE Computer Technology, foi uma versão revista e ampliada do Sage II. Comercializado a partir de 1983, possuía 1 MiB de RAM e um BIOS multiusuário que lhe permitia executar vários SOs simultaneamente. Possuía ainda a opção de usar HD (de 5 a 40 MiB), não existente no Sage II.

## Stride 440
Depois que a SAGE Computer tornou-se a Strider Computer, foi produzido um computador denominado Stride 440 que nada mais era que um Sage IV revisado (memória RAM até 8 MiB e uma UCP 68010 de 10 MHz).

## Características
| UCP           | Motorola MC-68000 em 8,00 MHz                        |
| RAM           | 1 MiB                                                |
| ROM           | 8 KiB                                                |
| Teclado       | mecânico (de terminal de vídeo)                      |
| Display       | apenas texto: 80×25 linhas.                          |
| Portas        | 6 RS232C, 1 IEEE-488, 1 porta paralela               |
| Armazenamento | um drive de 5" 1/4 (800 KiB) e um HD, de 5 a 40 MiB. |